# 1513 Mátra
1513 Mátra là một tiểu hành tinh vành đai chính với chu kỳ quỹ đạo là 1185.8611749 ngày (3.25 năm).
Nó được phát hiện 10 tháng 3 năm 1940.